# Пряжников, Виктор Романович
Виктор Романович Пряжников (23 декабря 1933 — 17 апреля 2008) — советский хоккеист, нападающий. Мастер спорта СССР (1955). Заслуженный мастер спорта СССР (1991).

## Биография
Один из стержневых игроков «Крыльев Советов» в 50-60 гг.
Отличался высокой скоростью, маневренностью. Обладал бойцовским характером, большой самоотдачей в игре. Особенно успешно действовал в связке с В. Гребенниковым.
После окончания игровой карьеры тренер ДЮСШ CK «Красный Октябрь» в Москве.

## Достижения
- Третий призёр ЗОИ 1960.
- Второй призёр ЧМ 1959. На ЧМ и ЗОИ — 11 матчей, 8 шайб.
- Чемпион СССР 1957. Второй призёр чемпионата СССР 1955, 1956 и 1958. Третий призёр 1959 и 1960. В чемпионатах СССР — провел около 400 матчей, забросил 180 шайб.